# William Cavendish, II duca di Devonshire
William Cavendish, II duca di Devonshire (Londra, 1672 – Londra, 4 giugno 1729), è stato un nobile e politico inglese, membro di spicco del partito Whig.

## Biografia

### Infanzia e giovinezza

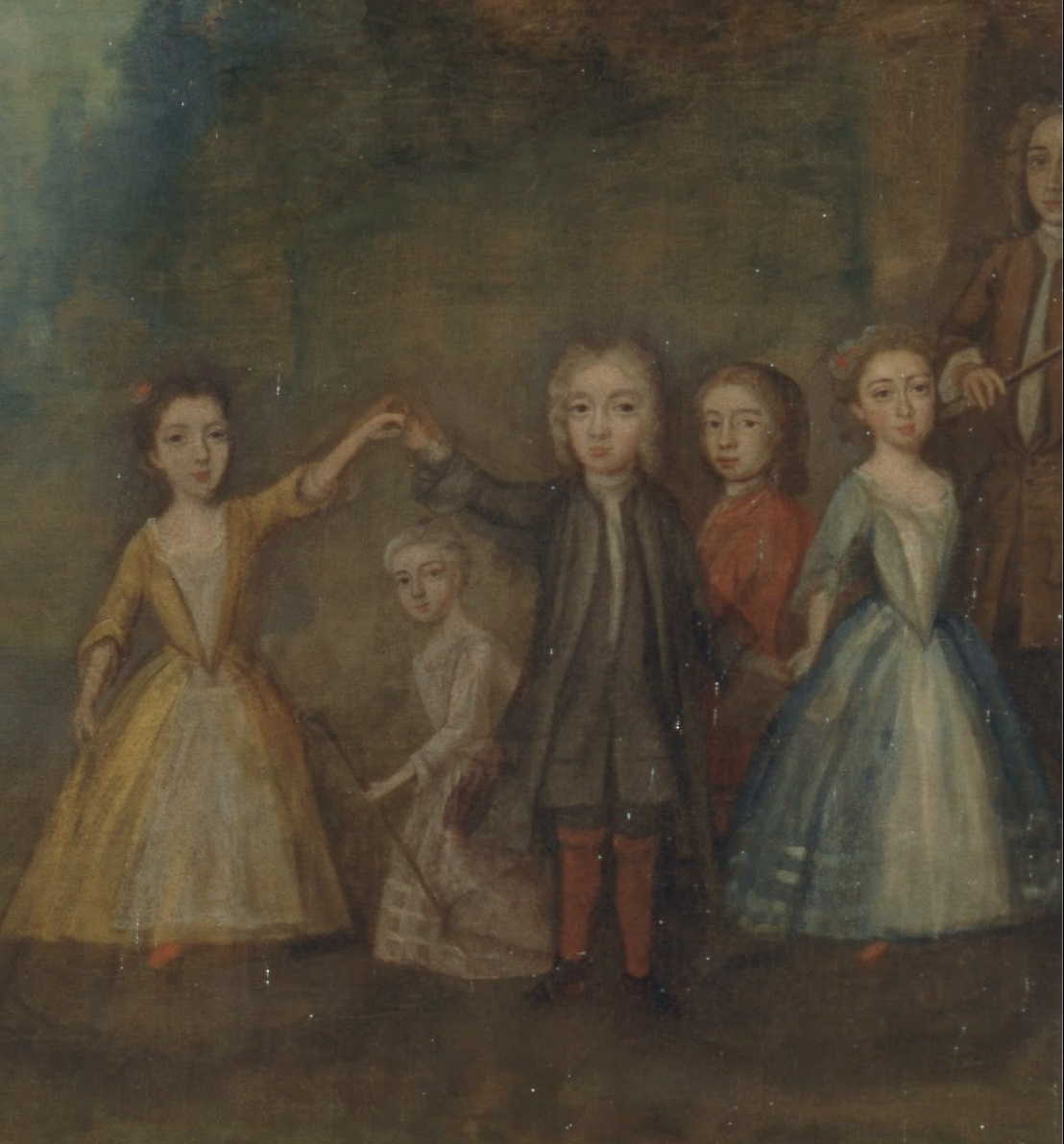
William ritratto in tenera età coi fratelli

Figlio maggiore ed erede del William Cavendish, I duca del Devonshire, e di sua moglie, Lady Mary Butler, William venne educato privatamente da precettori, in gioventù viaggiò all'estero intraprendendo un Grand Tour che toccò tappe come l'Austria, la Germania, i Paesi Bassi e l'Italia, visitando l'Università di Padova nel 1691.

### Carriera politica
Rientrato in patria, nel 1695 venne eletto alla Camera dei Comuni inglese quale rappresentante del Derbyshire, rimanendo in carica sino al 1701, per poi passare dal 1702 alla rappresentanza di Castle Rising per il Parlamento di Gran Bretagna. Durante questo periodo come parlamentare, egli si interessò in particolare alla sfera finanziaria dello Stato e nello specifico sugli effetti delle norme introdotte dal Parlamento e dalla Tesoreria a causa delle esigenze di guerra.
Il ruolo preminente ricoperto da William Cavendish nella Camera dei Comuni faceva quasi presagire che avrebbe potuto sostituire sir Charles Hedges al ruolo di Segretario di Stato, ma ad ogni modo nel gennaio del 1702 venne prescelto alla carica di capitano degli yeomen della guardia, un incarico cerimoniale che gli fruttava 1.000 sterline all'anno. Convinto sostenitore della causa degli Hannover per la loro successione al trono britannico, il 5 maggio scrisse una lettera di ringraziamento all'elettrice Sofia.

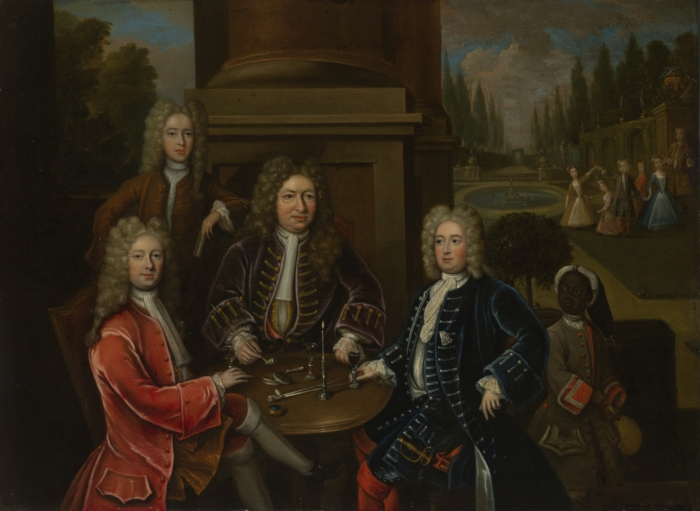
William col fratello Lord James Cavendish e con Elihu Yale

Nelle elezioni del 1702 accettò l'invito a candidarsi per lo Yorkshire. Durante questa sessione parlamentare, William Cavendish venne coinvolto in molti progetti legislativi, presentando il 9 dicembre 1702 un documento per incoraggiare e migliorare la produzione di vestiti da marinai in Inghilterra. Non mancò contemporaneamente di favorire la riorganizzazione del partito Whig per meglio sostenere gli scontri politici del tempo.
Dopo un soggiorno nello Yorkshire durante l'estate del 1704, con un occhio di riguardo alle successive elezioni, nel 1705 fece ritorno a Londra per aiutare gli Whig col proprio sostegno politico.

### Ultimi anni e morte
Il 18 agosto 1707 William Cavendish succedette al padre al titolo di II duca di Devonshire ed ebbe quindi il diritto di sedere nella Camera dei Lords. Il deputato James Brydges così commentò questo passaggio: "perdiamo con questo spostamento alla Camera dei Lords una buona fetta di membri della Camera dei Comuni, una perdita che non sarà così facilmente riparata". Due giorni dopo la morte del padre, Cavendish venne ammesso anche nel Consiglio Privato del Re e per due volte, dal 1716 al 1717 e dal 1725 al 1729 ricoprì la carica di Lord President of the Council. Durante questo periodo fece parte della commissione che si occupava dei rapporti d'unione tra Scozia ed Inghilterra.
William Cavendish morì il 4 giugno 1729 e venne sepolto nella Cattedrale di Derby.

### Matrimonio
Il 21 giugno 1688 a Londra, sposò Rachel Russell (1674–1725), figlia di William Russell, Lord Russell, nel 1688. La coppia ebbe cinque figli.

## Discendenza
Dal matrimonio tra Lord Cavendish e Rachel Russell nacquero:
- William Cavendish, III duca di Devonshire (26 settembre 1698–5 dicembre 1755)
- Lady Rachel Cavendish (4 ottobre 1699–18 giugno 1780), sposò Sir William Morgan, ebbero due figli;
- Lady Elizabeth Cavendish (27 settembre 1700–7 novembre 1747), sposò Sir Thomas Lowther, II Baronetto, ebbero un figlio;
- Lord James Cavendish (23 novembre 1701–14 dicembre 1741);
- Lord Charles Cavendish (17 marzo 1704 – 28 aprile 1783), sposò Lady Ann Grey, ebbero due figli.

William Cavendish ebbe inoltre una figlia illegittima:
- Henrietta Cavendish (1684-11 gennaio 1717), sposò Lionel Tollemache, ebbero due figli.

## Ascendenza
|                                            |                                    |                                      | Genitori                           |  |  | Nonni |  |  | Bisnonni                                  |  |  | Trisnonni                                |  |
|                                            |                                    |                                      |                                    |  |  |       |  |  | William Cavendish, II conte di Devonshire |  |  | William Cavendish, I conte di Devonshire |  |
|                                            |                                    |                                      |                                    |  |  |       |  |  | William Cavendish, II conte di Devonshire |  |  | William Cavendish, I conte di Devonshire |  |
|                                            |                                    | Anne Keighley                        |                                    |  |  |       |  |  | William Cavendish, II conte di Devonshire |  |  |                                          |  |
| William Cavendish, III conte di Devonshire |                                    |                                      |                                    |  |  |       |  |  | William Cavendish, II conte di Devonshire |  |  |                                          |  |
|                                            |                                    | Christian Bruce                      | Edward Bruce, I lord Kinloss       |  |  |       |  |  |                                           |  |  |                                          |  |
|                                            |                                    | Christian Bruce                      | Edward Bruce, I lord Kinloss       |  |  |       |  |  |                                           |  |  |                                          |  |
|                                            |                                    | Christian Bruce                      | Magdalene Clerk                    |  |  |       |  |  |                                           |  |  |                                          |  |
| William Cavendish, I duca di Devonshire    |                                    | Christian Bruce                      |                                    |  |  |       |  |  |                                           |  |  |                                          |  |
|                                            |                                    | William Cecil, II conte di Salisbury | Robert Cecil, I conte di Salisbury |  |  |       |  |  |                                           |  |  |                                          |  |
|                                            |                                    | William Cecil, II conte di Salisbury | Robert Cecil, I conte di Salisbury |  |  |       |  |  |                                           |  |  |                                          |  |
|                                            |                                    | William Cecil, II conte di Salisbury | Elizabeth Brooke                   |  |  |       |  |  |                                           |  |  |                                          |  |
| Elizabeth Cecil                            |                                    | William Cecil, II conte di Salisbury |                                    |  |  |       |  |  |                                           |  |  |                                          |  |
|                                            |                                    | Catherine Howard                     | Thomas Howard, I conte di Suffolk  |  |  |       |  |  |                                           |  |  |                                          |  |
|                                            |                                    | Catherine Howard                     | Thomas Howard, I conte di Suffolk  |  |  |       |  |  |                                           |  |  |                                          |  |
|                                            |                                    | Catherine Howard                     | Katherine Knyvett                  |  |  |       |  |  |                                           |  |  |                                          |  |
| William Cavendish, II duca di Devonshire   |                                    | Catherine Howard                     |                                    |  |  |       |  |  |                                           |  |  |                                          |  |
|                                            | Thomas Butler, visconte di Thurles | Walter Butler, XI conte di Ormond    |                                    |  |  |       |  |  |                                           |  |  |                                          |  |
|                                            | Thomas Butler, visconte di Thurles | Walter Butler, XI conte di Ormond    |                                    |  |  |       |  |  |                                           |  |  |                                          |  |
|                                            | Thomas Butler, visconte di Thurles | Helen Butler                         |                                    |  |  |       |  |  |                                           |  |  |                                          |  |
| James Butler, I duca di Ormonde            | Thomas Butler, visconte di Thurles |                                      |                                    |  |  |       |  |  |                                           |  |  |                                          |  |
|                                            |                                    | Elizabeth Pointz                     | John Pointz                        |  |  |       |  |  |                                           |  |  |                                          |  |
|                                            |                                    | Elizabeth Pointz                     | John Pointz                        |  |  |       |  |  |                                           |  |  |                                          |  |
|                                            |                                    | Elizabeth Pointz                     | Elizabeth Sydenham                 |  |  |       |  |  |                                           |  |  |                                          |  |
| Mary Butler                                |                                    | Elizabeth Pointz                     |                                    |  |  |       |  |  |                                           |  |  |                                          |  |
|                                            |                                    | Richard Preston, I conte di Desmond  | Richard Preston                    |  |  |       |  |  |                                           |  |  |                                          |  |
|                                            |                                    | Richard Preston, I conte di Desmond  | Richard Preston                    |  |  |       |  |  |                                           |  |  |                                          |  |
|                                            |                                    | Richard Preston, I conte di Desmond  | Helen Coutts                       |  |  |       |  |  |                                           |  |  |                                          |  |
| Elizabeth Preston                          |                                    | Richard Preston, I conte di Desmond  |                                    |  |  |       |  |  |                                           |  |  |                                          |  |
|                                            |                                    | Elizabeth Butler                     | Thomas Butler, X conte di Ormond   |  |  |       |  |  |                                           |  |  |                                          |  |
|                                            |                                    | Elizabeth Butler                     | Thomas Butler, X conte di Ormond   |  |  |       |  |  |                                           |  |  |                                          |  |
|                                            |                                    | Elizabeth Butler                     | Elizabeth Sheffield                |  |  |       |  |  |                                           |  |  |                                          |  |
|                                            |                                    | Elizabeth Butler                     |                                    |  |  |       |  |  |                                           |  |  |                                          |  |